# تکیه سپهسالار
تکیه سپهسالار روستایی از توابع دهستان آسارا واقع در بخش آسارا در شهرستان کرج در استان البرز ایران است. تاتی زبان مادری مردم روستای تکیه سپهسالار است. گویش تاتی مردم این روستا مانند تاتی رایج در شهر آسارا است.

## مکان
روستای سپهسالار (روستای تکیه سپهسالار) در ۴۳ کیلومتری شمال شهر کرج و به فاصله ۵ کیلومتری غرب جاده آسفالت کرج-چالوس قرار دارد. بیشتر سنگ کوه‌های اطراف این روستا سرخ رنگ هستند.

## نام گذاری
بنا به گفته اهالی محل، وجه تسمیه نام روستای سپهسالار، برگرفته از نام امامزاده ای است به همین نام که به گفته متولی و خادم این امامزاده، از نوادگان مولا علی (ع) است و سپهسالار لشکر حضرت معصومه (ع) بوده که به زیارت امام رضا (ع) می‌رفته‌است. وی در الموت اشکور گیلان، در جنگی شکست می‌خورد و سپاه متواری می‌شود. خود نیز در آسارا زخمی می‌شود و به غار کوهی پناه می‌برد و در همان‌جا شهیید می‌شود.

## جمعیت
این روستا در دهستان آسارا قرار دارد و براساس سرشماری مرکز آمار ایران در سال ۱۳۹۵، جمعیت آن ۳۴۴ نفر (۱۱۷خانوار) بوده‌است.